# 三国観光産業
三国観光産業株式会社（みくにかんこうさんぎょう）は、福井県坂井市に本社を置く日本の施設運営会社。京福グループの1社。ボートレース三国の所有、越前松島水族館の経営、活魚販売、温泉供給事業をしている。

## 概要
1952年、坂井郡三国町（現在の坂井市三国町）と武生市（現在の越前市）のモーターボート競走事業（競艇事業）に協力する形で京福電気鉄道が「三国競艇施設（株）」を設立。当時はモーターボート競走事業に対する社会的評価も低く、公益性の高い鉄道会社が競艇場を建設することに批判も予想された。しかし北陸地方に娯楽の場を提供したいとの考えは支持され、1953年、三国競艇施設が九頭竜川河口付近に建設した競艇場で初めてのモーターボートレースが開催され、三国競艇施設が武生三国モーターボート競走施行組合から競走運営の委託を受けた。モーターボート競走事業による利益還元のために1959年5月、三国町に越前松島水族館を開館した。
1961年、京福電鉄が京阪グループ入りに伴い、京阪電気鉄道も当社に出資した。
1962年、北陸観光開発（後の東尋坊温泉観光、片山津ゴルフ倶楽部運営会社とは無関係）が三国高校裏の三国町緑ヶ丘の台地で温泉（東尋坊温泉）を掘り当てる。それを得て同社よりファミリーランド建設計画が立てられ、1964年4月に「東尋坊温泉ファミリーランド・ホテル松寿閣」を開館。
1963年、競走運営の委託が解除され、施設運営のみを手がけることになる。
1968年7月、東尋坊温泉観光（株）が京福電鉄のグループ会社と成り、「東尋坊温泉ファミリーランド・ホテル松寿閣」を同社経営として営業していたが「ホテル松寿閣」のみ老朽化で1983年1月閉鎖取り壊し、跡地に新たに「三国観光ホテル」を建設、1984年元旦に開業した。1988年12月、隣接の「ファミリーランド」が閉鎖され、「三国観光ホテル」のみの単独の施設となる。
2004年2月、三国観光産業は東尋坊温泉観光（株）を吸収合併した。
なお、鉄道会社がボートレース場の施設を所有している事例としては、ボートレース三国以外ではボートレース平和島の京急開発（京浜急行電鉄傘下）、ボートレース多摩川の多摩川開発（西武鉄道傘下）、ボートレース住之江の住之江興業（南海電気鉄道傘下）がある。

## 沿革
- 1952年（昭和27年）11月12日[1] - 三国競艇施設株式会社を設立。
- 1953年（昭和28年） - 三国町の九頭竜川の河口付近に競艇場を開設。
- 1959年（昭和28年）5月16日 - 越前松島水族館開館[10]。
- 1961年（昭和36年）10月 - 資本金増資、京阪電気鉄道が資本参加。
- 1962年（昭和37年） - 北陸観光開発が三国高校裏の三国町緑ヶ丘の台地で温泉（東尋坊温泉）を掘り当てる。
- 1963年（昭和38年）7月1日 - 北陸観光開発が東尋坊温泉観光に社名変更[11]。
- 1964年（昭和39年）4月 - 東尋坊温泉ファミリーランド・ホテル松寿閣開業。
- 1966年（昭和41年） - 三国競艇場が九頭竜川の一級河川昇格による建設省（当時、現在の国土交通省）の移転通達に伴い三国町池上へ移転。
- 1969年（昭和44年）5月 - 社名を三国観光産業株式会社に変更。
- 1983年（昭和58年）1月 - ホテル松寿閣閉鎖。
- 1984年（昭和59年）1月1日 - 三国観光ホテル開業（現・西館）[8][12]。
- 1988年（昭和63年）12月 - 東尋坊温泉ファミリーランド閉鎖。
- 1993年（平成5年）4月1日 - 三国観光ホテル新館（東館）竣工[13]。
- 2004年（平成16年）2月1日 - 東尋坊温泉観光を吸収合併[14]。
- 2023年（令和5年）6月30日 - 「三国観光ホテル」をブリーズベイホテルに事業譲渡。「三国観光ホテル」は「三国オーシャンリゾート&ホテル」に名称を変更[15][16]。